# جولیانا فارفالا
جولیانا فارفالا (به انگلیسی: Giuliana Farfalla) (زاده ۲۳ آوریل ۱۹۹۶) مدل، مجری تلویزیون آلمانی است.
او یک زن ترنس است.